# Леньків (Новгород-Сіверський район)
Ле́ньків  — село в Україні, у Новгород-Сіверській міській громаді Новгород-Сіверського району Чернігівської області. 
День села відзначається за церковною традицією 21 листопада, у церковне свято Собору Архістратига Михаїла, на честь якого в селі було встановлено церкву.

## Орган місцевого самоврядування
Після ліквідації Леньківської сільської ради, село Леньків увійшло до складу Мамекинської сільської ради, у складі якої перебувало до 2020 року.

## Географія
Село Леньків знаходиться у північній частині Чернігівської області. Розташоване у Новгород-Сіверському поліссі, на височині правого берега річки Десна та лівого берега річки Рома за 18 км від районного центру (автошлях Н27 та Р65) і за 173 км від обласного центру (автошлях Н27). Клімат помірно континентальний. Найтепліший місяць — липень. Найхолодніший місяць — січень.

## Історія

### До 1604 року
За переказами, старий Леньків, на відміну від сучасного, був розташований південніше, на правому березі річки Рома, та через широку луку біля правого берега річки Десна.
Під час битви під Новгород-Сіверським, у 1604 році, старий Леньків було практично знищено. Було спалено більшу частину Ленькова, разом із храмом Пресвятої Богородиці, відомого у другій половині XVI століття. З того часу, старий Леньків так і не відродився на тому місці та у тих межах, у яких він був. Вціліла, після руйнації та пожежі 1604 року частина села, дала початок поселенню з новою назвою – Киселівка.

### Після 1604 року
Сучасне село Леньків було побудовано на новому місці, північніше від старого, на лівому рукаві річки Рома, річці Дубня, яка не збереглася, та сліди якої ледь помітні, після битви під Новгород-Сіверським у 1604 році між військами Лжедмитрія І та Московського царства. Точна дата цієї події не встановлена, але історично припускають виникнення сучасного Ленькова у середині XVII століття.
На території сучасного Ленькова виявлені сліди більш раннього заселення. В урочищі „Старе Городище», що розташоване за 2 км на південний-схід від села Ленькова, були виявлені, та досліджені (1907 р. С.А. Гатцук, 1908 р. Д.Я. Самовкасов, 1973 р. І.Ф. Іванченко) залишки стародавнього городища XI–XIII столітті. Однак точна дата, коли тут виникло укріплене городище не визначена, так само, як і назва самого городища.

### В складі Московської держави
У період входження до складу Московської держави, село Леньків перебувало в складі Новгород-Сіверського повіту. Відповідно до історичних матеріалів, на той період селом володіли Яків Стромоухов (Богдан Стромоухов, Василь Дуров, Семен і Степан Локішови), сплачуючи при цьому із села податок у вигляді 9 пудів меду та службу бояринові.

### В складі Речі Посполитої. 1618–1632 роки
Після входження села Леньків до складу Речі Посполитої, зберігся територіальний поділ на уїзди. Село Леньків, як і за Московської держави, залишилось у складі Новгород-Сіверського уїзду, але додався територіальний поділ на стани й село Леньків увійшло до Кологородського стану, центром якого був Новгород-Сіверський. 
В історичних джерелах зафіксовано, що на кінець червня — початок липня 1619 року, у селі Ленькові проживало лише 2 підданих. Незважаючи на лихоліття війни, та її наслідки, село Леньків не стало пусткою. 
Подимним реєстром у 1623 році зафіксовано, що селом Леньків володів Стефан Огинський, а само село мало статус "деревні".
Вочевидь перша хвиля колонізації від початку 1620-х років до Смоленської війни 1632–1634 років, не вплинула на кількісний склад
населення села Леньків. Одним із факторів цього було також і те, що дрібні шляхтичі-ленники, які отримали тут маєтки протягом 1619–1632 рр., не мали відповідних ресурсів для їхнього заселення, та те, що вже з кінця 1630-х років під впливом різних причин, зокрема посилення економічного тиску, почав набирати обертів процес міграції селян до Московського царства.

### Смоленська війна
З початком Смоленської війни 1632–1634 років, із Севська в напрямку Новгорода-Сіверського вирушив 1200-особовий контингент під керівництвом Баїма Болтіна. Битва під Новгород-Сіверським тривала з 5 до 30 грудня 1632 року. Після взяття міста воно було перетворене на єдиний постійний опорний пункт московських військ у регіоні. Зважаючи на близькість Ленькова до Новгород-Сіверського, вочевидь можна припустити, що село Леньків у той час знову підпало під владу Московської держави. 
Поразка московських військ під Смоленськом і укладення в червні 1634 р. Поляновського миру, що закріплював здобутки Речі Посполитої початку XVII століття, повернуло села Леньків до складу Речі Посполитої.

### В складі Речі Посполитої. 1634–1648 роки
Після укладення Поляновського миру, почалася активна колонізація у 1630–1640-ві роки. Сприяла цьому міграція населення українських воєводств Речі Посполитої на схід, а також поява в регіоні осіб, які не лише проявили зацікавленість у господарському освоєнні наданої їм території, чого не бракувало й раніше, а й володіли відповідним фінансовим ресурсом для організації цього процесу. Однак історичні джерела повторно не фіксують зростання податкового населення в селі Леньків. 
Станом на 1638 рік володільцем села Леньків зафіксовано все того ж Стефана Огинського, а кількість диму, що оподатковувався в кількості 2-х. До податкового стану не вписували козаків, шляхту й духовенство. Вони були привілейованими прошарками населення й не оподатковувалися. Тому точні підрахунки всіх мешканців села Леньків визначити неможливі. Вважається, що на той час у кожному дворі мешкало 7-8 людей, а кожен двір і становив одиницю податку — дим. Здійснивши приблизні підрахунки, можна лише припустити, що в 1638 р. населення Ленькова складало від 20 до 25 осіб. Можливо, що це невелике населення, ще проживало у вцілілій частині спаленого в 1604 році Ленькові, яке після перенесення села Леньків на нове місце, отримало назву Киселівка, бо документи Речі Посполитої того часу не фіксують назви Киселівка в складі Кологородського стану, Новгород-Сіверського уїзду.
Успішне для Речі Посполитої завершення Смоленської війни і звільнення з-під московського контролю Новгород-Сіверського уїзду, до
складу якого входило село Леньків, відкрило можливість поширити повітовий устрій, притаманний Речі Посполитій, на цю частину Чернігово-Сіверщини. Це було закріплено схваленням сеймом 1635 р. «Ординації Чернігівського воєводства». Новосформований повіт Чернігівського воєводства (Новгород-Сіверський) у цілому накладався на територію однойменного уїзду Московської держави, а значить село Леньків залишилося в складі Новгород-Сіверського, але вже не уїзду, а повіту та все того ж Кологородського стану.

### В складі Гетьманщини (1678–1782 роки) та Російської імперії (1782–1917 роки).
Після визволення України від панування Речі Посполитої та утворення військово-адміністративного устрою, село Леньків увійшло до складу Новгородської сотні Стародубського полку, водночас відійшовши у володіння Новгород-Сіверської ратуші, ставши «ратушним» селом.
У 1753 році, старе володінні Новгород-Сіверської ратуші село Леньків, гетьманом Розумовським було надано в рангове володіння бунчуковому товаришу Григорію Губчицю, за бездітною смертю якого, воно надійшло його молодшим братам Петру та Михайлу. Єдина донька Михайла Васильовича Губчиця, Катерина Михайлівна побралася з Опанасом Кириловичем Лобисевичем у 1774 році, але село Леньків, як посаг за свою дружину, він отримав після 1783 року. Від них, село Леньків перешло у володіння їхньому синові Василю, 1775 р.н., після трагічної смерті якого, село Леньків перейшло у власність його дочці, Катерини Василівни та її чоловіку, Михайлу Андрійовичу Маркевичу.
Після ліквідації Гетьманщини та утворення Новгород-Сіверського намісництва у 1782 році, село Леньків увійшло до складу Погарського повіту. З ліквідацією Новгород-Сіверського намісництва у 1796 році, село Леньків увійшло до складу Шептаківської волості, Новгород-сіверського повіту, Малоросійської губернії.

## Населення
Станом на 1723 рік в селі Леньків зафіксовано 16 дворів козаків, 20 дворів посполитих та 16 хат бобилів.
Станом на 1781 рік в селі Леньків зафіксовано 20 козачих дворів із 23 хатами та 32 посполитих двора з 35 хатами. З них виборних козаків 5 дворів у 7 хатах. Козаків підпомічників 15 дворів у 15 хатах та 1 бездворова хата. 
У 1783 році за володільцями села Леньків, Губчицями, записано підданими 151 посполитий, з яких 76 осіб чоловічої статі та 75 осіб жіночої статі.
На 1854 рік у власницькому селі Ленькові нараховувалося 442 мешканця, з яких 219 осіб чоловічої статі та 223 особи жіночої статі, налічувалось 49 дворів, існувало 2 православні церкви..
Станом на 1886 у колишньому власницькому селі Ленькові Мамекинської волості мешкало 466 осіб, налічувалось 88 двори, існували 2 православні церкви та постоялий будинок..
За даними на 1893 рік у селі Ленькові мешкало 702 особи, з яких 319 осіб чоловічої статі та 283 особи жіночої статі, налічувалось 106 дворів..
Перепис 1897 року зафіксувала зростання кількості мешканців села до 600 осіб, зафіксувавши 294 осіб чоловічої статі та 306 осіб жіночої статі, з яких 594 мешканці були православної віри.

## Церкви
Історично відомо про існування трьох церков села Леньків, час появи й місце розташування яких різні.
- Церква Пресвятої Богородиці. Точна дата побудови церкви невідома. Відомо про її існування в другій половині XVI століття. Ймовірно побудована за часів перебування села Леньків у складі Московського царства. За традиційною архітектурою, скоріш за все була дерев`яна, одноверха. Місце її розташування отримало назву — Богородичного. Не збереглася. Зруйнована та спалена разом із більшою частиною села Леньків у пятницу 31 грудня (21 грудня за старим стилем) 1604 року, під час битви під Новгород-Сіверським між військами Лжедмитрія І та Московського царства. Саме з цими подіями, пов’язане обретіння чудодійної Леньківської ікони Божої Матері «Спасителька потопаючих», яка вціліла під час спалення Богородичного храму, та була перенесена до нової церкви Архістратига Михаїла.[8]
- Церква Архістратига Михаїла. Після зруйнування та спалення храму Пресвятої Богородиці разом із більшою частиною села Леньків у 1604 році, церковне життя майже припинила своє існування. Польсько-московська війна 1609–1618 років не сприяла становленню нової церкви. 1618 року, коли внаслідок укладення Деулінського перемир’я, село Леньків, як і частина сіверських земель, що протягом попереднього століття перебувала в складі Московського царства, було приєднано до Речі Посполитої, подимним реєстром у 1623 році зафіксовано, що село Леньків мало статус «деревні», що вказує на те, що в селі не було своєї церкви.

12 травня 1623 р. Сигізмунд ІІІ на прохання смоленської шляхти видав документ під назвою «Прерогатива», що проголошував законним існування на території Смоленщини й Сіверщини, крім католицької церкви, лише унійної церкви. Малочисельне населення села Леньків того часу та дії уніатської й католицької церков, щодо навернення місцевого населення до своєї віри, були не дуже сприятливі для діяльності православної церкви. За таких умов побудова нової церкви в селі Леньків навряд чи могла відбутися.
Після Хмельниччини, коли відбулося становлення козацької держави, а православна віра не перебувала під забороною, на новому місці, де було побудовано село Леньків, між 1657–1670 роками (точна дата не встановлена) побудовано дерев’яну церкву Архістратига Михаїла, у якій зберігалася чудотворна Леньківською іконою Божої Матері «Спасителька потопаючих». Історично відомо, що в 1670 році церква Архістратига Михаїла вже є і священником її був отець Іоанн.
Церква Святої Великомучениці Катерини. У першій половині XIX століття поруч із церквою Архістратига Михаїла, володільцем села Леньків М. Маркевичем, над прахом його дружини було побудовано кам’яну поховальну церкву в ім’я святої Великомучениці Катерини.

### Сучасність
12 червня 2020 року, відповідно до розпорядження Кабінету Міністрів України № 730-р «Про визначення адміністративних центрів та затвердження територій територіальних громад Чернігівської області», увійшло до складу Новгород-Сіверської міської громади.
19 липня 2020 року, в результаті адміністративно - територіальної реформи та ліквідації колишнього Новгород-Сіверського району, село увійшло до новоствореного Новгород-Сіверського району Чернігівської області.